# A Rogue's Romance
A Rogue's Romance er en amerikansk stumfilm fra 1919 af James Young.

## Medvirkende
- Earle Williams som Jules Marin / M. Picard
- Brinsley Shaw som Henri Duval
- Harry von Meter som Leon Voliere
- Herbert Standing som Anton Deprenay
- Kathryn Adams som Helen Deprenay